# Liste der Kardinalskreierungen Alexanders III.
Papst Alexander III. hat im Verlauf seines Pontifikates (1159–1181) die Kreierung von mindestens 35 Kardinälen vorgenommen.

## Konsistorien

### 18. Februar 1160
- Milo[2] – Kardinaldiakon von S. Maria in Aquiro, † nach 14. Juli 1161[3][4]

### 21. Dezember 1162
- Manfred von Lavagna[5] – Kardinaldiakon von S. Giorgio in Velabro, dann (21. September 1173) Kardinalpriester von S. Cecilia und endlich (17. Dezember 1176) Kardinalbischof von Palestrina, † 17. Januar 1178

### 17. Dezember 1165
(Quelle:)
- Konrad I. von Wittelsbach[7], Erzbischof von Mainz (1161 bis 1177 und 1183 bis 1200) bzw. Salzburg (1177 bis 1183) – Kardinalpriester von S. Marcello, dann (18. März 1166) Kardinalbischof von Sabina, † 25. Oktober 1200
- Hermann[8], Vizekanzler der Heiligen Römischen Kirche – Kardinaldiakon von S. Angelo, dann (18. März 1166) Kardinalpriester von S. Susanna, † kurz vor 6. November 1166
- Teodino de Arrone[9] – Kardinaldiakon von S. Maria in Portico[10], dann (18. März 1166) Kardinalpriester von S. Vitale, endlich (Mai 1179) Kardinalbischof von Porto e S. Rufina, † 1186

### 18. März 1166
- Hugo Pierleoni[11], Regularkanoniker, Bischof von Piacenza – Kardinalbischof von Tusculum, † 21. April 1166
- Galdino Valvassi della Sala[12] – Kardinalpriester von S. Sabina, dann (18. April 1166) auch Erzbischof von Mailand, wurde im September 1167 aus dem Kardinalskollegium ausgeschieden[13], † als Erzbischof von Mailand 18. April 1176
- Hugo von Bologna[14] – Kardinaldiakon S. Eustachio, † zu Ende 1177
- Vitellio[15], O.S.B.Cas. – Kardinaldiakon von SS. Sergio e Bacco, † 19. Juni 1176
- Hieronymus[16], Augustiner-Chorherren – Kardinaldiakon von S. Maria Nuova, † nach 24. Mai 1167
- Petrus de Bono[17], Augustiner-Chorherren – Kardinaldiakon von S. Maria in Aquiro, dann (21. September 1173) Kardinalpriester von S. Susanna, † 20. November 1187

### 21. März 1170
- Leonato[18], O.S.B., Abt von S. Clemente a Casauria – Kardinaldiakon, † 25. März 1182[19]

### 18. Dezember 1170
- Odon[20], O.Cist., Abt von Ourscamp – Kardinalbischof von Frascati, † vor 21. Februar 1172
- Lombardo von Piacenza[21] – Kardinaldiakon, dann (19. Februar 1171) Kardinalpriester von S. Ciriaco, wurde zum Erzbischof von Benevent ernannt (1171 bis kurz vor März 1179) und als solcher wurde aus dem Kardinalskollegiums ausgeschieden[22], † nach 27. Juli 1179

### 2. März 1173
- Uguccione Pierleoni[23] – Kardinaldiakon von S. Angelo, dann (22. September 1178) Kardinalpriester von S. Clemente, † 1. April 1182

### 21. September 1173
- Pietro da Pavia[24], erwählter Bischof von Meaux (1171 bis 1175) – Kardinalpriester von S. Crisogono, dann (Mai 1179) Kardinalbischof von Tusculum und ab 1180 auch erwählter Erzbischof von Bourges, † 1. August 1182
- Laborans[25] – Kardinaldiakon von S. Maria in Portico, dann (21. September 1179) Kardinalpriester von S. Maria in Trastevere, † 1189
- Wilhelm[26], Augustiner-Chorherr – Kardinalpriester von S. Prassede, † nach 20. Dezember 1173

### 7. März 1175
- Vibiano[27] – Kardinaldiakon von S. Nicola in Carcere, dann (19. September 1175) Kardinalpriester von S. Stefano in Monte Celio, † nach 7. Mai 1184

### 6. Juni 1175
- Raniero da Pavia[28] – Kardinaldiakon von S. Giorgio in Velabro, dann (17. Dezember 1182) Kardinalpriester von SS. Giovanni e Paolo, † um 1183

### 3. März 1178
- Matteo[29], Augustiner-Chorherren – Kardinaldiakon von S. Maria Nuova, † 1182
- Graziano da Pisa[30] – Kardinaldiakon von SS. Cosma e Damiano, † 1205
- Pietro[31] – Kardinalpriester von S. Cecilia, † kurz vor 22. September 1178

### 2. Juni 1178
- Ardoino da Piacenza[32], Augustiner-Chorherren – Kardinaldiakon von S. Maria in Via Lata, dann (22. September 1178) Kardinalpriester von S. Croce in Gerusalemme, † 21. Januar 1183

### 22. September 1178
- Giovanni[33] – Kardinaldiakon von S. Angelo, † um 1181/82
- Bernardo[34] – Kardinaldiakon von S. Nicola in Carcere, † nach 22. August 1179
- Rainier[35] – Kardinaldiakon von S. Adriano, † 1182
- Mathieu d’Anjou[36] – Kardinalpriester von S. Marcello, † nach 6. September 1182

### März 1179
- Heinrich von Marcy[37], O.Cist., Abt des Klosters Clairvaux – Kardinalbischof von Albano, † 1. Januar 1189
- Wilhelm von Blois[38], Erzbischof von Reims (1176 bis 1202) – Kardinalpriester von S. Sabina, † 7. September 1202
- Bernered[39], O.S.B., Abt von Saint-Crépin-le-Grand de Soissons – Kardinalbischof von Palestrina, † 3. Juli 1180[40]

### 21. September 1179
- Paolo Scolari[41] – Kardinaldiakon von SS. Sergio e Bacco, später (8. März 1180) Kardinalpriester von S. Pudenziana, Kardinalbischof von Palestrina (19. Dezember 1180) und Papst Clemens III. (19. Dezember 1187 bis zum Tod im März 1191)

### Unbekannten Datums
- Johannes[42], O.S.B., Abt von S. Sophia – Kardinalpriester von S. Sisto (zuerst belegt September 1168[43]), † 1177
- Rainald von Bari[44], O.S.B.Cas. – erscheint als Kardinaldiakon[45] und erwählter Bischof von Gaeta (Januar 1169), dann nur als Bischof von Gaeta (29. März 1170 bis 1171) und ab 1171 bis zum Tod als Erzbischof von Bari, † 4. Februar 1188
- Roger von San Severino[46], O.S.B.Cas., Erzbischof von Benevent (1179 bis 1221) – Kardinalpriester von S. Eusebio (zuerst belegt am 29. Juni 1180[47]), † 25. Dezember 1221

## Unsichere Fälle
- Oderisius[48], O.S.B.Cas., Abt von San Giovanni in Venere (1155 bis 1204) – vielleicht ernannt zum Kardinaldiakon nach April 1165[49], † 1204
- Theodinus de Scarpa[50], O.S.B.Cas., Abt von Montecassino (1166 bis 1167) – vielleicht promoviert zum Kardinalpriester nach seiner Ernennung zum Abt, † September 1167